# Judo-Europameisterschaften der Männer 1985
Die Judo-Europameisterschaften 1985 bei den Männern fanden vom 9. bis zum 12. Mai im norwegischen Hamar statt.

## Ergebnisse

### Männer
| Gewichtsklasse                 | Gold                      | Silber                    | Bronze                              |
| ------------------------------ | ------------------------- | ------------------------- | ----------------------------------- |
| Superleichtgewicht (bis 60 kg) | Chasret Tlezeri           | Gheorghe Dani             | Patrick Roux Carlos Sotillo         |
| Halbleichtgewicht (bis 65 kg)  | Cornel-Ilie Serban        | Marc Alexandre            | Andreas Paluschek Jörgen Häggqvist  |
| Leichtgewicht (bis 71 kg)      | Tamas Namgalauri          | Bertalan Hajtós           | Kerrith Brown Richard Melillo       |
| Halbmittelgewicht (bis 78 kg)  | Neil Adams                | Waldemar Legień           | Per Kjellin Michel Nowak            |
| Mittelgewicht (bis 86 kg)      | Witali Pesnjak            | Michael Bazynski          | Georgi Petrow Peter Seisenbacher    |
| Halbschwergewicht (bis 95 kg)  | Robert Van de Walle       | Roger Vachon              | Andreas Preschel Günther Neureuther |
| Schwergewicht (über 95 kg)     | Grigori Weritschew        | Alexander von der Groeben | Juha Salonen Dragan Kusmuk          |
| Offene Klasse                  | Alexander von der Groeben | Chabil Biktaschew         | Elvis Gordon Andrzej Basik          |

## Medaillenspiegel
| Rang | Land                            | Gold | Silber | Bronze | Gesamt |
| ---- | ------------------------------- | ---- | ------ | ------ | ------ |
| 1    | Sowjetunion                     | 4    | 1      | –      | 5      |
| 2    | BR Deutschland                  | 1    | 2      | 1      | 4      |
| 3    | Rumänien                        | 1    | 1      | –      | 2      |
| 4    | Vereinigtes Königreich          | 1    | –      | 2      | 3      |
| 5    | Belgien                         | 1    | –      | –      | 1      |
| 6    | Frankreich                      | –    | 2      | 3      | 5      |
| 7    | Polen                           | –    | 1      | 1      | 2      |
| 8    | Ungarn                          | –    | 1      | –      | 1      |
| 9    | Schweden                        | –    | –      | 2      | 2      |
| 9    | Deutsche Demokratische Republik | –    | –      | 2      | 2      |
| 12   | Spanien                         | –    | –      | 1      | 1      |
| 12   | Bulgarien                       | –    | –      | 1      | 1      |
| 12   | Österreich                      | –    | –      | 1      | 1      |
| 12   | Finnland                        | –    | –      | 1      | 1      |
| 12   | Jugoslawien                     | –    | –      | 1      | 1      |
|      | Total                           | 8    | 8      | 16     | 32     |